# اچ‌ام‌اس روور (۱۷۹۶)
اچ‌ام‌اس روور (۱۷۹۶) (به انگلیسی: HMS Rover (1796)) یک کشتی بود که طول آن ۱۰۴ فوت ۰ اینچ (۳۱٫۷ متر) بود. این کشتی در سال ۱۷۹۶ ساخته شد.